# عباس‌بک فیض‌الله‌یف
عباسبک فیض‌اللهف (روسی: Аббосбек Файзуллаев؛ زادهٔ ۳ اکتبر ۲۰۰۳) بازیکن فوتبال اهل ازبکستان است.
از باشگاه‌هایی که در آن بازی کرده‌است می‌توان به باشگاه فوتبال زسکا مسکو اشاره کرد.
وی همچنین در تیم‌های ملی فوتبال زیر ۱۹ سال، زیر ۲۰ سال، زیر ۲۳ سال و بزرگسالان ازبکستان بازی کرده‌است.